# توني بيفيلاكوا
توني بيفيلاكوا (بالإنجليزية: Tony Bevilacqua)‏ هو موسيقي وعازف قيثارة أمريكي، ولد في 23 يوليو 1976.

## وصلات خارجية
- توني بيفيلاكوا على موقع ميوزك برينز (الإنجليزية)
- توني بيفيلاكوا على موقع أول ميوزيك (الإنجليزية)
- توني بيفيلاكوا على موقع ديسكوغز (الإنجليزية)
- توني بيفيلاكوا على موقع ديسكوغز (الإنجليزية)